# الخدعاء (جبل)
جبل الخدعاء (بفتح الخاء المعجمة وسكون الدال المهملة، بعدها عين مهملة مفتوحة ثم ألف، فهمزة) هو جبل صغير في تهامة في ديار قبيلة بلقرن في محافظة العرضيات في منطقة مكة المكرمة في المملكة العربية السعودية، ويفصل بين قرية الخدعاء وبين قرية آل عاطف وهي من قرى آل طارق من بني رزق من بلقرن.